# Karen Lancaume
Karen Lancaume, även känd som Karen Lancoume, Karen Lacoume, Karen Lancom, Karen Bach, Carene Lancome och Angel Paris, ursprungligen  Karine Bach född 19 januari 1973 i Lyon, död 28 januari 2005 i Paris, var en fransk skådespelare och porrskådespelerska. Hon spelade i filmen Baise-moi, som väckte mycket debatt när den släpptes år 2000.
Lancaume, som medverkade i 29 porrfilmer från debuten 1997 till sin död 2005, var en mycket populär skådespelerska, vilket berodde på hennes naturliga utseende. Hon var en av Frankrikes mest kända och omtyckta porrskådespelerskor.
Karen Lancaume växte upp på landsbygden utanför Lyon. Hon gifte sig med en DJ vid namn Franck. På grund av ekonomiska svårigheter gjorde hon år 1997 debut som porrskådespelerska i erotikfilmen L'Indécente aux enfer tillsammans med sin make. Sitt stora internationella genombrott fick hon år 2000 i filmen Baise-moi.
2005 begick Lancaume självmord i en lägenhet i Paris genom en kombination av alkohol och temazepam.